# フェデックス・エクスプレス647便着陸失敗事故
フェデックス・エクスプレス647便着陸失敗事故（フェデックス・エクスプレス647びんちゃくりくしっぱいじこ）とは、2003年12月18日、オークランド国際空港発メンフィス国際空港行きのフェデックス・エクスプレスが運航する貨物機が、着陸に失敗した航空事故である。
この事故により乗員と乗客1名ずつが負傷したが、犠牲者は出なかった。

## 機体と乗員

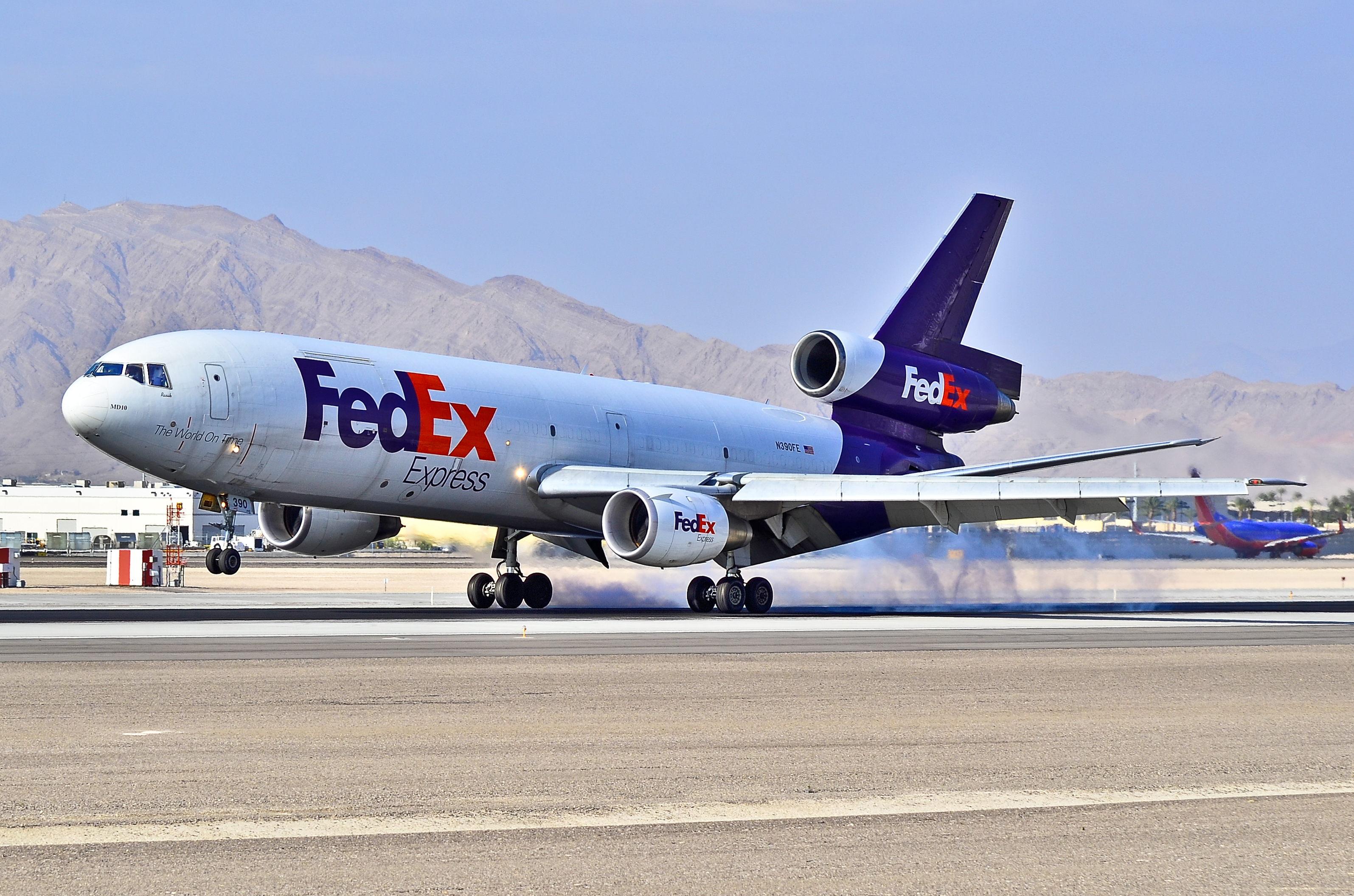
事故機と同型のボーイング MD-10F

事故機はボーイング MD-10-10F型機（機体記号：N364FE）であり:viii、エンジンを3発搭載したワイドボディ機DC-10をアップグレードした派生型である。事故当時、当該機の総飛行時間は約65,375時間であった:10。
647便はベテランのパイロットらが操縦しており、機長の総飛行時間は、MD-10およびMD-11型機における2,602時間を含むおよそ21,000時間、副操縦士のものはMD-10 / 11型機の1,918時間を含む15,000時間であった:6。
同機にはメンフィスへ向かうフェデックスの非番パイロット5名も搭乗していた:1。

## 経緯

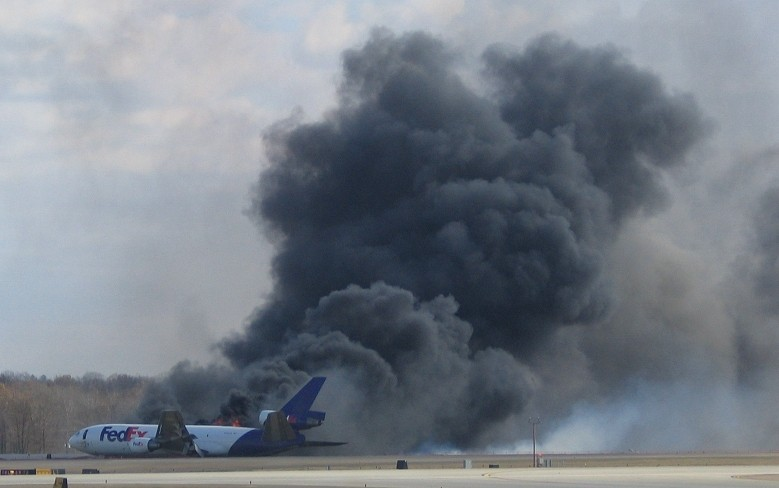
炎上する647便

2003年12月18日、中部標準時08時10分定刻だったメンフィス発オークランド行きの647便は、小包の仕分け問題のためわずかな遅延の後、08時32分に離陸した:1。オークランドからの離陸と、メンフィスまでの航行は平穏無事であった:2。
647便は12時25分に滑走路36Rに着陸し、間髪入れずに右側の着陸装置が損壊した:4。機体は滑走路の右側に逸れ、その際に発火した。副操縦士は避難時に軽傷を負い、乗客として搭乗していたフェデックスの回送パイロット5名のうち1名も軽傷を負った。緊急脱出スライドを作動させた回送パイロットは、その操作について充分な訓練を受けていなかったことが後に判明した:23。引かれたハンドルは、着水した際に救命ボートとして使えるようスライドを解放し、その後スライドが機体から取り外された。

## 事故調査
国家運輸安全委員会（NTSB）がすべての事故調査を実施した。NTSBは、647便は着陸中に横風にぶつかったものの、その状況は機体の安全能力の範囲内であり良好であったと解明した:57。副操縦士は着地前に機体を真っ直ぐに向けず、または機体を適切に減速させなかったため、機体はハードランディングした:57。NTSBは、機長が副操縦士の作業確認を怠ったことにも言及した:57。
NTSBはさらに、FAA規則8400.10の乗員の避難訓練の保証に言及した項が不完全であったことを明らかにしたほか、フェデックス側の緊急時の手順訓練が不充分であり、訓練員とドア及びスライドの配置が異なっていたことが、スライドの意図しない解放に寄与したと指摘した:58。

## 関連文献
- Bangash, M. Y. H. (2008). Shock, Impact and Explosion: Structural Analysis and Design. Springer Berlin Heidelberg. ISBN 978-3-540-77067-1